# كونترا 4
كونترا 4 (بالإنجليزية: Contra 4)‏ (باليابانية: 魂斗羅 デュアルスピリッツ) ، هي لعبة إلكترونية من نوع أقتل واجري، صدرت عام 2007م، ونشرها شركة كونامي اليابانية، وتعمل نظام التشغيل الحصري «نينتندو دي إس» .

## وصلات خارجية
- Overview of Contra 4: "Everything About Contra 4"
- Contra 4 preview and hands-on from 1up.com
- Contra 4 at GameSpite.net
- Konami's Official Contra 4 website